# Cot Kunyet
Cot Kunyet is een bestuurslaag in het regentschap Pidie van de provincie Atjeh, Indonesië. Cot Kunyet telt 403 inwoners (volkstelling 2010).